# Prosoplus mindanaonis
Prosoplus mindanaonis là một loài bọ cánh cứng trong họ Cerambycidae.